# 스튜디오 1033
오은정의 스튜디오 1033은  TBN 충북교통방송(청주 FM 103.㎒, 충주 FM 93.5㎒)에서 평일 아침 9시부터 오전 10시 55분까지 방송되는 충북권 지역의 아침 라디오 프로그램이다.